# Градско народно позориште Фоча
Градско позориште Фоча налази се при Музеју Старе Херцеговине у Фочи. Отворено је 2007. године, у згради архивског складишта које је преуређено и опремљено за потребну намјену. Капацитет позоришта је 307 мјеста.
Након отварања Позориште је дјеловало при Општини Фоча, а 2014. године, одлуком Скупштине Општине Фоча припојено је Музеју Старе Херцеговине.

## Историјат
Градско позориште Фоча отворено је 26. јуна 2007. године. Смјештено је у некадашњој згради архивског складишта, а у адаптацији и опремању просторија финансијским средствима учествовали су Пројекат управне одговорности (ГАП финансиран од стране УСАИД-а Архивирано на веб-сајту  (19. јануар 2019) и СИДА, Развојни програм Уједињених нација (УНДП) са сједиштем у Фочи и Општина Фоча.
ГАП је уз помоћ шведског и америчког народа, у сарадњи са Општином Фоча, обезбиједио средства за унутрашње и спољне радове, док је остатак новца донирао УНДП, који је опремио просторије намјештајем.

## Активности
Позориште се бави представљањем садржаја професионалних и аматерских позоришта, упоредо са развојем и његовањем драмских активности локалне аматерске сцене.
Поред гостујућих представа, позоришне активности обогаћене су и комадима у извођењу локалних аматера, окупљених у Удружењу грађана „Аматерско позориште Фоча“ и Удружењу „Студентска позоришна трупа“.
Технички стандарди сале и пратећих јединица омогућавају да се у згради Позоришта, осим театарских, организују и други садржаји.
Градско народно позориште кроз вишегодишњи континуитет његује драмску умјетност, која кроз цивилизацијске токове има немјерљив значај за друштво у цјелини, те је важан чинилац у културној понуди општине Фоча.